# Viola permixta
Viola permixta är en violväxtart som beskrevs av Claude Thomas Alexis Jordan. Viola permixta ingår i släktet violer, och familjen violväxter. Inga underarter finns listade i Catalogue of Life.